# Aderus ruficornis
Aderus ruficornis é uma espécie de inseto besouro da família Aderidae. Foi descrita cientificamente por Maurice Pic em 1929.

## Distribuição geográfica
Habita em Tonkín  (Vietname).